# Odynerus simplidendentatus
Odynerus simplidendentatus är en stekelart som beskrevs av Meade-waldo. Odynerus simplidendentatus ingår i släktet lergetingar, och familjen Eumenidae. Inga underarter finns listade i Catalogue of Life.